# Я видел свечение телевизора
«Я ви́дел свече́ние телеви́зора» (англ. I Saw the TV Glow) — американский фильм ужасов 2024 года режиссёра и сценариста Джейн Шёнбрун с Джастисом Смитом и Бриджетт Ланди-Пейн в главных ролях; роли второго плана исполнили Йен Формен, Хелена Ховард, Фред Дёрст и Даниэль Дедуайлер. Продюсерами картины являются Эмма Стоун и Дэйв Маккери.
По сюжету фильма, двух подростков объединяет любовь к одному телесериалу, но после того, как его таинственным образом отменяют, их реальность начинает искажаться.

## Сюжет
1996 год. Семиклассник Оуэн знакомится с девятиклассницей Мэдди, которая увлекается телесериалом для подростков The Pink Opaque (Розовая мгла). Героини сериала — две девушки, Изабель и Тара, которые борются против зловещего Мистера Меланхолия. Оуэн признаётся, что не может смотреть этот сериал, потому что он начинается в 10:30 вечера, а в 10:00 он уже должен ложиться спать. Мэдди предлагает смотреть сериал у неё дома, куда Оуэн начинает приходить, якобы отправляясь на ночёвку к однокласснику. Впоследствии Мэдди записывает серии на видеокассеты и оставляет в школе для Оуэна. По словам Мэдди, события сериала кажутся ей более реальными, чем настоящая реальность.
Проходит два года. Оуэн снова приходит к Мэдди посмотреть фильм. Она признаётся ему, что собирается убежать из дома, и предлагает ему присоединиться. Однако Оуэн в решающий момент не следует за Мэдди. Мэдди считают пропавшей без вести. Вскоре от рака умирает мать Оуэна. Одновременно с исчезновением Мэдди сериал The Pink Opaque прекращатся.
Проходит ещё восемь лет. Оуэн живёт с отцом и работает в кинотеатре. Внезапно он встречает Мэдди, у которой теперь короткая стрижка. Она приглашает его поговорить в бар, где выступает музыкальная группа. Мэдди спрашивает Оуэна, не чувствовал ли он после отмены сериала, что его жизнь как-то изменилась и что он как будто сам попал в сериал. Дома Оуэн пересматривает финал сериала, в котором Мистер Меланхолия закапывает живьём двух героинь. Оуэн пытается покончить с собой, засунув голову внутрь телевизора, но его спасает его отец.
При следующей встрече Мэдди говорит Оуэну, что несколько лет назад она попросила знакомого закопать её живьём в могиле, после чего она возродилась к жизни в облике героини сериала Тары. Она предлагает теперь закопать живьём в могиле Оуэна, чтобы он смог возродиться как Изабель. Оуэн убегает от Мэдди и несколько недель проводит, не выходя из дома. Больше он не видит Мэдди. Его отец умирает, сам он заводит семью.
Спустя двадцать лет Оуэн работает в развлекательном центре. Во время одного из детских дней рождений, на котором он присутствует как работник центра, у него случается срыв, он чувствует, что умирает. В туалете он разрезает себе грудную клетку и видит внутри телевизор, который показывает сериал. После того, как припадок проходит, он выходит в игровой зал и начинает извиняться перед посетителями.

## В ролях
- Джастис Смит — Оуэн
  - Йен Формен — юный Оуэн
- Бриджетт Ланди-Пейн — Мэдди
- Хелена Ховард[англ.] — Изабель
- Даниэль Дедуайлер — Бренда
- Линдси Джордан — Тара
- Фред Дёрст — Фрэнк
- Эмбер Бенсон — мать Джонни Линка
- Майкл С. Маронна[англ.] — сосед № 1
- Коннер О’Мэлли[англ.] — Дейв
- Эмма Портнер[англ.] — мистер Меланхолия / Марко / злой клоун Аманда
- Дэнни Тамберелли[англ.] — сосед № 2
- Фиби Бриджерс в роли самой себя
- Хейли Даль[англ.] в роли самой себя
- Кристина Эсфандиари[англ.] в роли самой себя

## Создание
В октябре 2021 года стало известно, что Джейн Шёнбрун станет режиссёром и сценаристом фильма «Я видел свечение телевизора», а Эмма Стоун — продюсером. A24 взялась за производство, финансирование и дистрибуцию. К августу 2022 года в актёрский состав ленты вошли Джастис Смит, Бриджетт Ланди-Пейн, Хелена Ховард, Даниэль Дедуайлер, Эмбер Бенсон, Йен Формен, Майкл С. Маронна, Коннер О’Мэлли, Эмма Портнер, Дэнни Тамберелли, Фиби Бриджерс, Линдси Джордан, Фред Дёрст, Хейли Даль, Джонатан Чако и Кристина Эсфандиари.
Съёмки начались в июле 2022 года и завершились в августе того же года.

## Релиз
Премьера фильма «Я видел свечение телевизора» состоялась 18 января 2024 года в секции «Полночь» на кинофестивале «Сандэнс». Фильм также был показан на 74-м Берлинском международном кинофестивале в секции «Панорама» 20 февраля 2024 года и на фестивале South by Southwest 10 марта 2024 года. Выход в кинопрокат состоится 3 мая 2024 года.

## Отзывы и оценки
На агрегаторе рецензий Rotten Tomatoes «рейтинг свежести» фильма составляет 91 % со средней оценкой 8,3 из 10 на основании 33 обзоров. На Metacritic средневзвешенная оценка картины — 89 баллов из 100 возможных на основании 12 рецензий, что свидетельствует о «всеобщем признании».
Гай Лодж из Variety пишет: «Это многообещающая психодрама, имеющая множество достоинств, и в то же время она соответствует тем особым направлениям, которые Шёнбрун удалось покорить на протяжении своего небольшого творческого пути». По мнению Дэвида Эрлиха из IndieWire, «удивительная вторая картина Шёнбрун сумела передать соблазнительный дух своего малобюджетного дебюта и расширить захватывающие приключения, изучая их в гораздо большем масштабе».